# Santi Diecimila Martiri

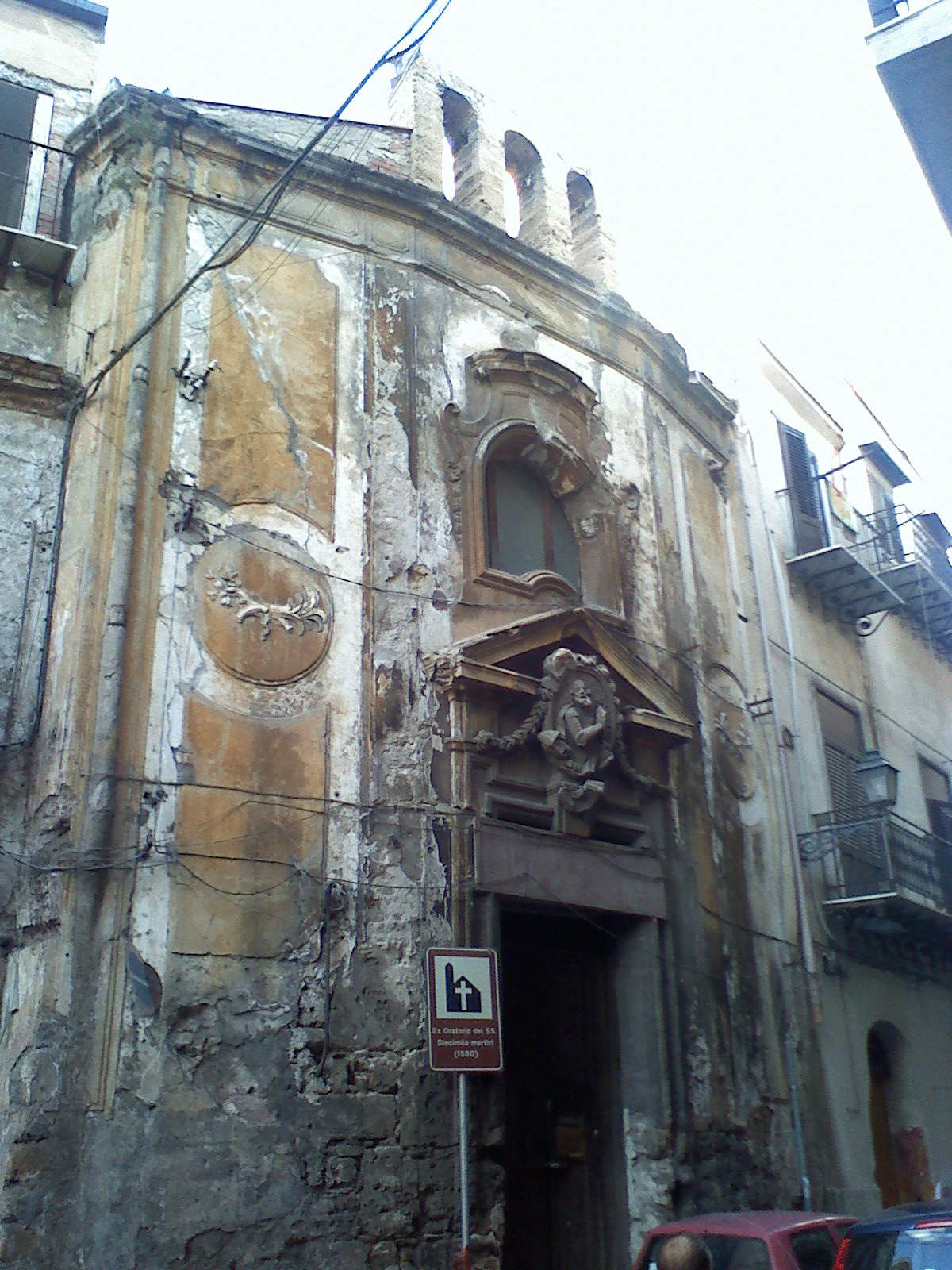
Kirche der Diecimila Martiri, Fassade

Die Kirche Santi Diecimila Martiri ist eine profanierte Kirche des Barock in Palermo.
Die nahe dem Teatro Massimo in der Via Francesco Raimondo gelegene kleine Kirche wurde im frühen 17. Jahrhundert von der Vereinigung „Cavalieri Gerosolimitani“ (Ritter von Jerusalem) erbaut, die später auch als Bruderschaft der Zehntausend Märtyrer (Compagnia dei Diecimila Martiri) in Erscheinung trat.
1715 ist die Kirche in ihrer heutigen Form umgebaut worden. Im 20. Jahrhundert wurde sie aufgegeben und diente fortan als Versammlungsraum der politischen Partei Democrazia Cristiana. Das links neben der Kirche gelegene ehemalige Oratorium wird heute als Wohnhaus genutzt.
Die Fassade befindet sich in schlechtem Erhaltungszustand. Sie ist in der Horizontalen konvex mit einem geraden Abschluss, auf dem sich ein kleiner, dreibogiger Aufbau befindet, und verziert mit Palmen und Lorbeer, den Symbolen der siegreichen Märtyrer. Über dem Eingang befindet sich ein Medaillon mit Achatius, dem legendären Anführer der Zehntausend Märtyrer.